# Charles H. Duell

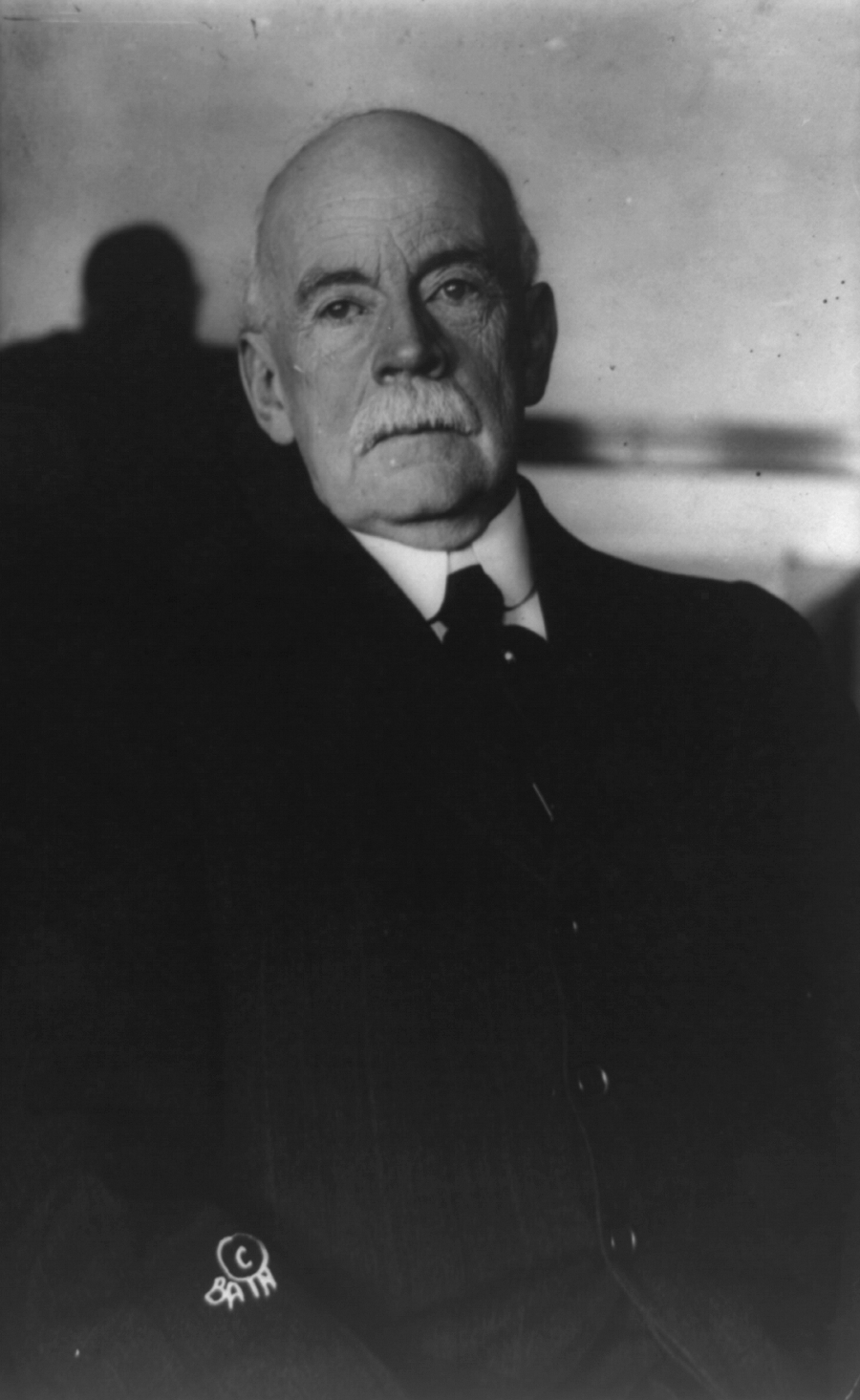
Charles H. Duell

Charles H. Duell foi o diretor do Departamento de Patentes dos Estados Unidos em 1899 e ficou famoso por supostamente ter dito:
| “ | Tudo que poderia ter sido inventado já foi inventado. | ” |

A frase, entretanto, tem sido contestada como sendo, na realidade, apócrifa.